# Halle-Ingooigem 2013
La 66e édition de Halle-Ingooigem a eu lieu le 19 juin 2013.

## Présentation

### Équipes
Classé en catégorie 1.1 de l'UCI Europe Tour, Halle-Ingooigem est par conséquent ouvert aux UCI ProTeams dans la limite de 50 % des équipes participantes, aux équipes continentales professionnelles, aux équipes continentales allemandes et à une équipe nationale belge.
| Nom de l'équipe         | Pays     | Code |
| ----------------------- | -------- | ---- |
| Argos-Shimano           | Pays-Bas | ARG  |
| FDJ                     | France   | FDJ  |
| Lotto-Belisol           | Belgique | LTB  |
| Omega Pharma-Quick Step | Belgique | OPQ  |
| Vacansoleil-DCM         | Pays-Bas | VCD  |

| Nom de l'équipe             | Pays      | Code |
| --------------------------- | --------- | ---- |
| Accent Jobs-Wanty           | Belgique  | AJW  |
| Crelan-Euphony              | Belgique  | CRE  |
| Cofidis                     | France    | COF  |
| CCC Polsat Polkowice        | Pologne   | CCC  |
| NetApp-Endura               | Allemagne | TNE  |
| Topsport Vlaanderen-Baloise | Belgique  | TSV  |

| Nom de l'équipe       | Pays     | Code |
| --------------------- | -------- | ---- |
| 3M                    | Belgique | MMM  |
| An Post-ChainReaction | Belgique | SKT  |
| Colba-Superano Ham    | Belgique | CMD  |
| De Rijke-Shanks       | Pays-Bas | RIJ  |
| Doltcini-Flanders     | Belgique | DOL  |
| Sunweb-Napoleon Games | Belgique | SUN  |
| Telenet-Fidea         | Belgique | TFC  |
| To Win-Josan          | Belgique | TWJ  |
| Wallonie-Bruxelles    | Belgique | WBC  |

| Nom de l'équipe              | Pays     | Code |
| ---------------------------- | -------- | ---- |
| Équipe nationale de Belgique | Belgique | BEL  |

## Classement final
|    | Coureur           | Équipe                      |    | Temps           |
| -- | ----------------- | --------------------------- | -- | --------------- |
| 1  | Kenny Dehaes      | Lotto-Belisol               | en | 4 h 25 min 52 s |
| 2  | Luka Mezgec       | Argos-Shimano               | +  | m.t             |
| 3  | Nacer Bouhanni    | FDJ                         |    | m.t             |
| 4  | Wouter Wippert    | 3M                          |    | m.t             |
| 5  | Adrien Petit      | Cofidis                     |    | m.t             |
| 6  | Kris Boeckmans    | Vacansoleil-DCMJ            |    | m.t             |
| 7  | Blaž Jarc         | NetApp-Endura               |    | m.t             |
| 8  | Danilo Napolitano | Accent Jobs-Wanty           |    | m.t             |
| 9  | Tom Van Asbroeck  | Topsport Vlaanderen-Baloise |    | m.t             |
| 10 | Aaron Gate        | An Post-ChainReaction       |    | m.t             |

## Liste des participants
| Légende | Légende                                                       | Légende | Légende                                          |
| ------- | ------------------------------------------------------------- | ------- | ------------------------------------------------ |
| Num     | Dossard de départ porté par le coureur sur ce Halle-Ingooigem | Pos     | Position à l'arrivée de la course                |
| NP      | Indique un coureur qui n'a pas pris le départ de la course    | AB      | Indique un coureur qui n'a pas terminé la course |
| HD      | Indique un coureur qui a terminé la course hors des délais    |         |                                                  |

| FDJ | FDJ                      | FDJ |
| --- | ------------------------ | --- |
| Num | Coureur                  | Pos |
| 1   | Nacer Bouhanni (FRA)     |     |
| 2   | David Boucher (FRA)      |     |
| 3   | Yoann Offredo (FRA)      |     |
| 4   | Anthony Geslin (FRA)     |     |
| 5   | Matthieu Ladagnous (FRA) |     |
| 6   | Francis Mourey (FRA)     |     |
| 7   | Geoffrey Soupe (FRA)     |     |
| 8   | Jussi Veikkanen (FIN)    |     |

| Omega Pharma-Quick Step OPQ | Omega Pharma-Quick Step OPQ    | Omega Pharma-Quick Step OPQ |
| --------------------------- | ------------------------------ | --------------------------- |
| Num                         | Coureur                        | Pos                         |
| 11                          | Tom Boonen (BEL)               |                             |
| 12                          | Dries Devenyns (BEL)           |                             |
| 13                          | Kevin De Weert (BEL)           |                             |
| 14                          | Andrew Fenn (GBR)              |                             |
| 15                          | Nikolas Maes (BEL)             |                             |
| 16                          | Gianni Meersman (BEL)          |                             |
| 17                          | Pieter Serry (BEL)             |                             |
| 18                          | Guillaume Van Keirsbulck (BEL) |                             |

| Équipe nationale de Belgique BEL | Équipe nationale de Belgique BEL | Équipe nationale de Belgique BEL |
| -------------------------------- | -------------------------------- | -------------------------------- |
| Num                              | Coureur                          | Pos                              |
| 21                               | Stijn Devolder (BEL)             |                                  |
| 22                               | Kristof Goddaert (BEL)           |                                  |
| 23                               | Ben Hermans (BEL)                |                                  |
| 24                               | Kevin Hulsmans (BEL)             |                                  |
| 25                               | Jens Keukeleire (BEL)            |                                  |
| 26                               | Nick Nuyens (BEL)                |                                  |
| 27                               | Sébastien Rosseler (BEL)         |                                  |
| 28                               | Sep Vanmarcke (BEL)              |                                  |

| Lotto-Belisol LTB | Lotto-Belisol LTB         | Lotto-Belisol LTB |
| ----------------- | ------------------------- | ----------------- |
| Num               | Coureur                   | Pos               |
| 31                | Gaëtan Bille (BEL)        |                   |
| 32                | Jens Debusschere (BEL)    |                   |
| 33                | Kenny Dehaes (BEL)        |                   |
| 34                | Gert Dockx (BEL)          |                   |
| 35                | Maarten Neyens (BEL)      |                   |
| 36                | Jürgen Roelandts (BEL)    |                   |
| 37                | Jurgen Van de Walle (BEL) |                   |
| 38                | Tosh Van der Sande (BEL)  |                   |

| Argos-Shimano ARG | Argos-Shimano ARG     | Argos-Shimano ARG |
| ----------------- | --------------------- | ----------------- |
| Num               | Coureur               | Pos               |
| 41                | Jonas Ahlstrand (SWE) |                   |
| 42                | William Clarke (AUS)  |                   |
| 43                | Bert De Backer (BEL)  |                   |
| 44                | Koen de Kort (NED)    |                   |
| 45                | Luka Mezgec (SLO)     |                   |
| 46                | Ramon Sinkeldam (NED) |                   |
| 47                | Tom Veelers (NED)     |                   |
| 48                | Yan Dong Xing (CHN)   |                   |

| Vacansoleil-DCM VCD | Vacansoleil-DCM VCD      | Vacansoleil-DCM VCD |
| ------------------- | ------------------------ | ------------------- |
| Num                 | Coureur                  | Pos                 |
| 51                  | Kris Boeckmans (BEL)     |                     |
| 52                  | Björn Leukemans (BEL)    |                     |
| 53                  | Pim Ligthart (NED)       |                     |
| 54                  | Barry Markus (NED)       |                     |
| 55                  | Wouter Mol (NED)         |                     |
| 56                  | Rob Ruijgh (NED)         |                     |
| 57                  | Kenny van Hummel (NED)   |                     |
| 58                  | Frederik Veuchelen (BEL) |                     |

| Topsport Vlaanderen-Baloise TSV | Topsport Vlaanderen-Baloise TSV | Topsport Vlaanderen-Baloise TSV |
| ------------------------------- | ------------------------------- | ------------------------------- |
| Num                             | Coureur                         | Pos                             |
| 61                              | Laurens De Vreese (BEL)         |                                 |
| 62                              | Tim Declercq (BEL)              |                                 |
| 63                              | Pieter Jacobs (BEL)             |                                 |
| 64                              | Tom Van Asbroeck (BEL)          |                                 |
| 65                              | Gijs Van Hoecke (BEL)           |                                 |
| 66                              | Michael Van Staeyen (BEL)       |                                 |
| 67                              | Sven Vandousselaere (BEL)       |                                 |
| 68                              | Pieter Vanspeybrouck (BEL)      |                                 |

| Accent Jobs-Wanty AJW | Accent Jobs-Wanty AJW     | Accent Jobs-Wanty AJW |
| --------------------- | ------------------------- | --------------------- |
| Num                   | Coureur                   | Pos                   |
| 71                    | Steven Caethoven (BEL)    |                       |
| 72                    | Davy Commeyne (BEL)       |                       |
| 73                    | Jempy Drucker (LUX)       |                       |
| 74                    | Danilo Napolitano (ITA)   |                       |
| 75                    | Staf Scheirlinckx (BEL)   |                       |
| 76                    | Stefan van Dijk (NED)     |                       |
| 77                    | James Vanlandschoot (BEL) |                       |
| 78                    | Benjamin Verraes (BEL)    |                       |

| Crelan-Euphony CRE | Crelan-Euphony CRE        | Crelan-Euphony CRE |
| ------------------ | ------------------------- | ------------------ |
| Num                | Coureur                   | Pos                |
| 81                 | Frédéric Amorison (BEL)   |                    |
| 82                 | Koen Barbé (BEL)          |                    |
| 83                 | Kevin Claeys (BEL)        |                    |
| 84                 | Sébastien Delfosse (BEL)  |                    |
| 85                 | Kurt Hovelijnck (NED)     |                    |
| 86                 | Baptiste Planckaert (BEL) |                    |
| 87                 | Christophe Prémont (BEL)  |                    |
| 88                 | Maxime Vantomme (BEL)     |                    |

| Cofidis COF | Cofidis COF             | Cofidis COF |
| ----------- | ----------------------- | ----------- |
| Num         | Coureur                 | Pos         |
| 91          | Edwig Cammaerts (BEL)   |             |
| 92          | Jan Ghyselinck (BEL)    |             |
| 93          | Arnaud Labbe (FRA)      |             |
| 94          | Adrien Petit (FRA)      |             |
| 95          | Stéphane Poulhiès (FRA) |             |
| 96          | Nico Sijmens (BEL)      |             |
| 97          | Tristan Valentin (FRA)  |             |
| 98          | Romain Zingle (BEL)     |             |

| CCC Polsat Polkowice CCC | CCC Polsat Polkowice CCC  | CCC Polsat Polkowice CCC |
| ------------------------ | ------------------------- | ------------------------ |
| Num                      | Coureur                   | Pos                      |
| 101                      | Josef Černý (CZE)         |                          |
| 102                      | Paweł Charucki (POL)      |                          |
| 103                      | Adrian Honkisz (POL)      |                          |
| 104                      | Bartłomiej Matysiak (POL) |                          |
| 105                      | Nikolay Mihaylov (BUL)    |                          |
| 106                      | Jacek Morajko (POL)       |                          |
| 107                      | Łukasz Owsian (POL)       |                          |
| 108                      | Grzegorz Stępniak (POL)   |                          |

| NetApp-Endura TNE | NetApp-Endura TNE         | NetApp-Endura TNE |
| ----------------- | ------------------------- | ----------------- |
| Num               | Coureur                   | Pos               |
| 111               | Russell Downing (GBR)     |                   |
| 112               | Markus Eichler (GER)      |                   |
| 113               | Blaž Jarc (SLO)           |                   |
| 114               | Roger Kluge (GER)         |                   |
| 115               | Ralf Matzka (GER)         |                   |
| 116               | Daniel Schorn (AUT)       |                   |
| 117               | Michael Schwarzmann (GER) |                   |
| 118               | Paul Voss (GER)           |                   |

| An Post-ChainReaction SKT | An Post-ChainReaction SKT | An Post-ChainReaction SKT |
| ------------------------- | ------------------------- | ------------------------- |
| Num                       | Coureur                   | Pos                       |
| 121                       | Shane Archbold (NZL)      |                           |
| 122                       | Sam Bennett (IRL)         |                           |
| 123                       | Aaron Gate (NZL)          |                           |
| 124                       | Mark McNally (GBR)        |                           |
| 125                       | Glenn O'Shea (AUS)        |                           |
| 126                       | Nicolas Vereecken (BEL)   |                           |
| 127                       | Alphonse Vermote (BEL)    |                           |
| 128                       | Niels Wytinck (BEL)       |                           |

| Colba-Superano Ham CMD | Colba-Superano Ham CMD    | Colba-Superano Ham CMD |
| ---------------------- | ------------------------- | ---------------------- |
| Num                    | Coureur                   | Pos                    |
| 131                    | Denis Flahaut (FRA)       |                        |
| 132                    | Victor Fobert (FRA)       |                        |
| 133                    | Jurgen François (BEL)     |                        |
| 134                    | Sven Jodts (BEL)          |                        |
| 135                    | Aron Kremer (NED)         |                        |
| 136                    | Clément Lhotellerie (FRA) |                        |
| 137                    | James Mowatt (AUS)        |                        |
| 138                    | Yu Takenouchi (JPN)       |                        |

| De Rijke-Shanks RIJ | De Rijke-Shanks RIJ      | De Rijke-Shanks RIJ |
| ------------------- | ------------------------ | ------------------- |
| Num                 | Coureur                  | Pos                 |
| 141                 | Mats Boeve (NED)         |                     |
| 142                 | Huub Duyn (NED)          |                     |
| 143                 | Kobus Hereijgers (NED)   |                     |
| 144                 | Sjoerd Kouwenhoven (NED) |                     |
| 145                 | Bas Stamsnijder (NED)    |                     |
| 146                 | Nikolay Trusov (RUS)     |                     |
| 147                 | Ronan van Zandbeek (NED) |                     |
| 148                 | Coen Vermeltfoort (NED)  |                     |

| Doltcini-Flanders DOL | Doltcini-Flanders DOL      | Doltcini-Flanders DOL |
| --------------------- | -------------------------- | --------------------- |
| Num                   | Coureur                    | Pos                   |
| 151                   | Kenzie Boutté (BEL)        |                       |
| 152                   | Erwin De Kerf (BEL)        |                       |
| 153                   | Gorik Gardeyn (BEL)        |                       |
| 154                   | Chris Jory (AUS)           |                       |
| 155                   | Michael Nicolson (GBR)     |                       |
| 156                   | Kévin Suarez (BEL)         |                       |
| 157                   | Elias Van Breussegem (BEL) |                       |
| 158                   | Kevin Wervaest (BEL)       |                       |

| Sunweb-Napoleon Games SUN | Sunweb-Napoleon Games SUN | Sunweb-Napoleon Games SUN |
| ------------------------- | ------------------------- | ------------------------- |
| Num                       | Coureur                   | Pos                       |
| 161                       | Jim Aernouts (BEL)        |                           |
| 162                       | Vinnie Braet (BEL)        |                           |
| 163                       | Tijmen Eising (NED)       |                           |
| 164                       | Tim Merlier (BEL)         |                           |
| 165                       | Yorben Van Tichelt (BEL)  |                           |
| 166                       | Klaas Vantornout (BEL)    |                           |
| 167                       | Gianni Vermeersch (BEL)   |                           |
| 168                       | Toon Wouters (NED)        |                           |

| 3M MMM | 3M MMM                   | 3M MMM |
| ------ | ------------------------ | ------ |
| Num    | Coureur                  | Pos    |
| 171    | Joop De Gans (NED)       |        |
| 172    | Sibrecht Pieters (BEL)   |        |
| 173    | Joren Stegers (BEL)      |        |
| 174    | Timothy Stevens (BEL)    |        |
| 175    | Mike Terpstra (NED)      |        |
| 176    | Thomas Vanhaecke (BEL)   |        |
| 177    | Michael Vingerling (NED) |        |
| 178    | Wouter Wippert (NED)     |        |

| Telenet-Fidea TFC | Telenet-Fidea TFC        | Telenet-Fidea TFC |
| ----------------- | ------------------------ | ----------------- |
| Num               | Coureur                  | Pos               |
| 181               | Joeri Adams (BEL)        |                   |
| 182               | Tom Meeusen (BEL)        |                   |
| 183               | Rob Peeters (BEL)        |                   |
| 184               | Daan Soete (BEL)         |                   |
| 185               | Wout van Aert (BEL)      |                   |
| 186               | Corné van Kessel (NED)   |                   |
| 187               | Jens Vandekinderen (BEL) |                   |
| 188               | Bart Wellens (BEL)       |                   |

| To Win-Josan TWJ | To Win-Josan TWJ          | To Win-Josan TWJ |
| ---------------- | ------------------------- | ---------------- |
| Num              | Coureur                   | Pos              |
| 191              | Jérôme Baugnies (BEL)     |                  |
| 192              | Garrit Broeders (BEL)     |                  |
| 193              | Giovanni De Merlier (BEL) |                  |
| 194              | Steven Doms (BEL)         |                  |
| 195              | Killian Michiels (BEL)    |                  |
| 196              | Matti Stiens (BEL)        |                  |
| 197              | Sean Van de Waeter (BEL)  |                  |
| 198              | Robin Venneman (BEL)      |                  |

| Wallonie-Bruxelles WBC | Wallonie-Bruxelles WBC  | Wallonie-Bruxelles WBC |
| ---------------------- | ----------------------- | ---------------------- |
| Num                    | Coureur                 | Pos                    |
| 201                    | Maxime Anciaux (BEL)    |                        |
| 202                    | Quentin Bertholet (BEL) |                        |
| 203                    | Antoine Demoitié (BEL)  |                        |
| 204                    | Tom Dernies (BEL)       |                        |
| 205                    | Boris Dron (BEL)        |                        |
| 206                    | Laurent Évrard (BEL)    |                        |
| 207                    | Julien Stassen (BEL)    |                        |
| 208                    | Justin van Hoecke (BEL) |                        |